# Iller (flod)

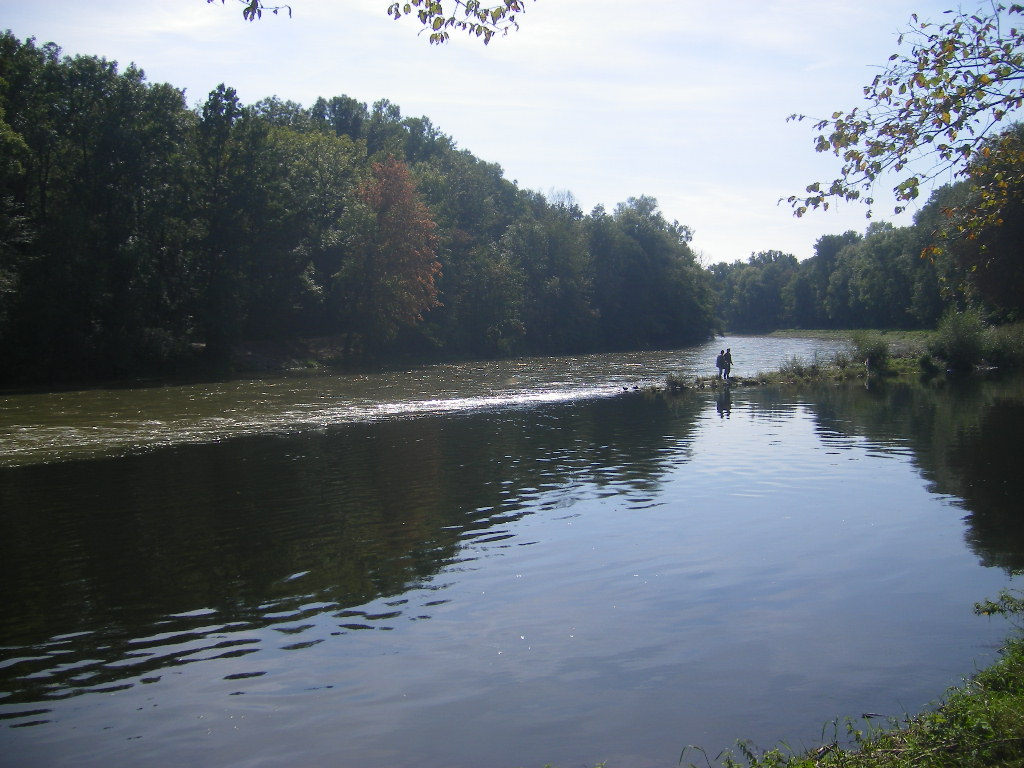
Flodmynning

För andra betydelser, se Iller (olika betydelser).
Iller (antikt namn Ilargus) är en flod i Bayern, Tyskland. Den är en biflod till Donau, och har en total längd på 147 kilometer. Den har ett avrinningsområde på 2 152 km² och ett vattenflöde på 75 m3/s.

## Sträckning
Källan till floden ligger nära Oberstdorf i Allgäu Alperna i Oberallgäu, nära gränsen till Österrike. Därifrån går den norrut, förbi städerna Sonthofen, Immenstadt im Allgäu och Kempten. Mellan Lautrach nära Memmingen och Ulm utgör den gränsen mellan förbundsländerna Bayern och Baden-Württemberg i ungefär 50 kilometer. Floden rinner in i Donau i staden Ulm.

## Mänsklig användning
En cykelväg följer Iller, som också är en populär flod för kanotpaddling. Floden används även för vattenkraftverk, med en total nettokapacitet på 51 megawatt (1998).[källa behövs]